# بی شنگ
بی شِنگ (چینی سنتی: 畢昇؛ چینی ساده: 毕升؛ وید-جایلز: Pì Shēng) (زاده ۹۹۰-مرگ ۱۰۵۱ میلادی) مخترع کهنترین سامانهٔ حروف چاپی متحرک بود. وی حروف چاپیش را با گل رس پخته میان سال‌های ۱۰۴۱–۱۰۴۸ پس زایش ساخت. او فردی عامی بود و از آنجا که از بزرگ‌زادگان نبود جزئیات چندانی از او و زندگیش ثبت نشده‌است.